# Regentenstraße 173 (Mönchengladbach)

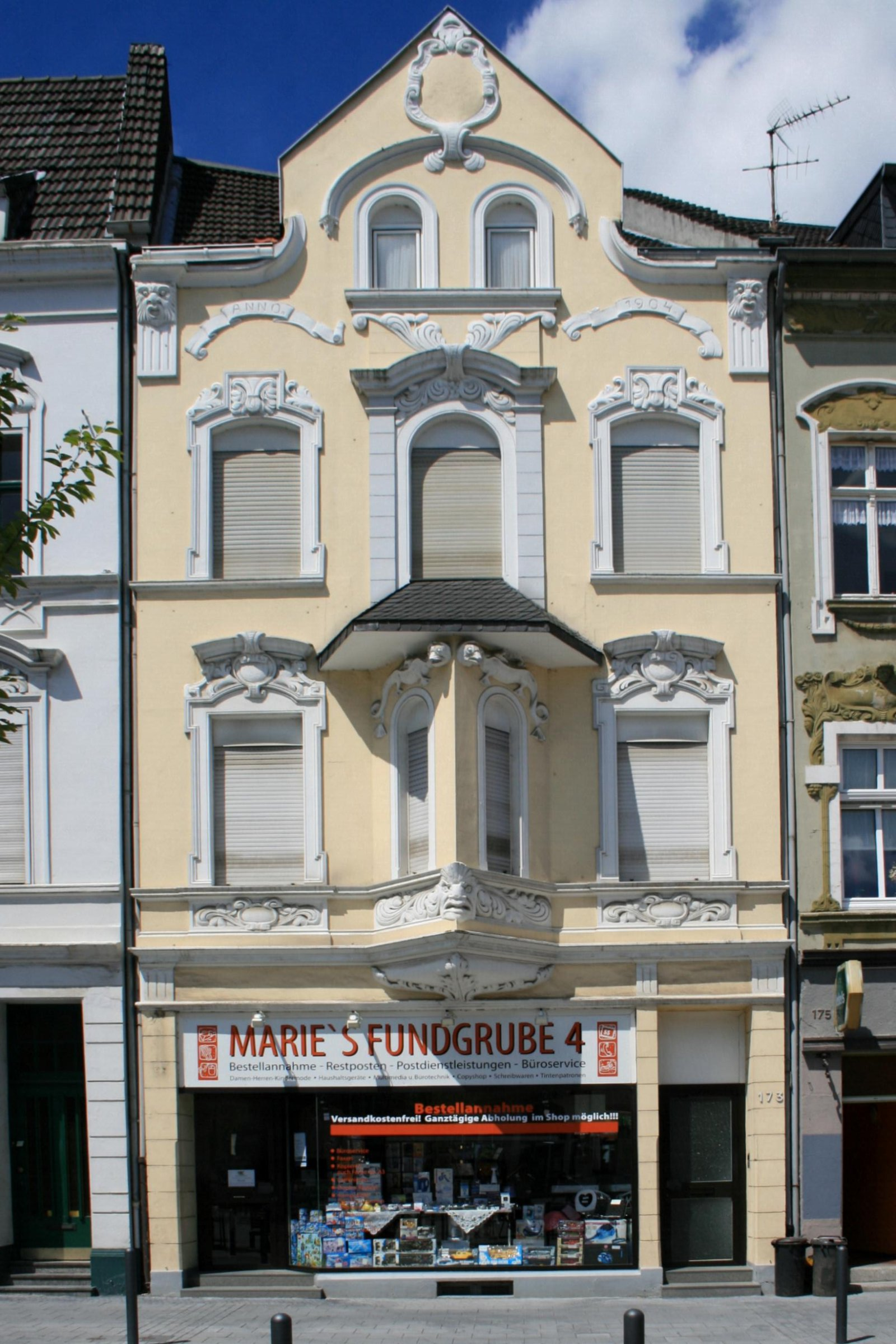
Wohnhaus (2010)

Das Wohnhaus Regentenstraße 173 steht im Stadtteil Eicken in Mönchengladbach (Nordrhein-Westfalen).
Das Gebäude wurde 1904 erbaut. Es wurde unter Nr. R 077 am 7. August 1990 in die Denkmalliste der Stadt Mönchengladbach eingetragen.

## Lage
Das Wohnhaus Nr. 173 steht im Stadtteil Eicken an der Mündung Regentenstraße in die Eickener Straße. Zusammen mit den Häusern Nr. 171 und Nr. 175 wird ein Bezug zum Aretzplätzchen gebildet. 

## Architektur
Die beiden Eckobjekte Nr. 175 und Nr. 171 sind an den Ecken durch besondere Erkertürmchen mit Schieferdachhauben betont. Bei dem Objekt handelt es sich um ein dreigeschossiges Gebäude aus dem Jahre 1904. Das Objekt ist aus städtebaulichen Gründen unbedingt schützenswert.